# Rózsalugas-átjáró
A Rózsalugas-átjáró a Duna–Ipoly Nemzeti Park területén lévő Pilis hegységben, az Oszolyon található egyik barlang. Turista útikalauzokban is ismertetve van.

## Leírás
Csobánka külterületén, az oszolyi Óra-faltól É-ra lévő második nagy sziklacsoport ÉNy-i tövében, a Denevéres-barlang mellett helyezkedik el a két bejáratú barlang. A Rózsalugas-átjárótól É-ra 120 m-re, 20 m-rel magasabban helyezkedik el a Kétbejáratú-barlang. A Rózsalugas-átjárótól DNy-ra 40 m-re és 10 m-rel alacsonyabban van a Pados-barlang. Alsó bejárata 2 m széles és 2,2 m magas. Az 1 m átmérőjű, omladékos, szabálytalan alakú felső bejárat sziklák között, sűrű bozótban van. Felső triász dachsteini mészkőben hasadék menti kifagyással, kipergéssel jött létre. Az 5 m hosszú és lejtő üreg omladékos. Az átjáróbarlangon viszonylag kényelmesen, felszerelés nélkül is át lehet menni.
1984-ben volt először Rózsalugas-átjárónak nevezve a barlang az irodalmában. Előfordul a barlang az irodalmában Rózsa-átjáró (Kordos 1981) és Rózsalugas átjáró (Kordos 1971) neveken is.

## Kutatástörténet
Az 1967-ben napvilágot látott Pilis útikalauz című könyvben az jelent meg, hogy az Oszoly Csobánkára néző, Ny-i oldalán, az erdővel körülvett mészkősziklák között több jelentéktelen üreg található. Az 1969. évi Karszt- és Barlangkutatási Tájékoztatóban publikált közlemény szerint 1969 augusztusában a Szpeleológia Barlangkutató Csoport a Kevélyekben szervezett tábor során fix pontokat helyezett el az Oszoly és az Oszoly-oldal 8 kisebb-nagyobb üregében. 1969-ben az 5 m hosszú és 3 m magas barlangot Wehovszky Erzsébet és Nagy László mérték fel állandó pontokkal és bányászkompasszal. A felmérés alapján Wehovszky Erzsébet szerkesztett, Kordos László rajzolt alaprajz térképet keresztmetszettel és hosszmetszet térképet, amelyek 1:100 méretarányban készültek.
1970-ben Kordos László és Welker Péter vizsgálták a barlang klímáját Assmann-féle aspirációs pszichrométerrel. A Szpeleológia Barlangkutató Csoport 1970. évi jelentésében az olvasható, hogy a Rózsalugas átjáró az Oszolyon lévő Óra-faltól É-ra található második nagy sziklacsoport É-i tövében, a Denevéres-barlang alatt kb. 6 m-re van. Az átjáró egyetlen, kb. 3 m-es alacsony repedésből áll. Felső triász dachsteini mészkő repedezett, valószínűleg leszakadt tömbjeiben jött létre. Alján gyér, köves kitöltés van, a falakon apró borsóköves nyomok fedezhetők fel. Valószínűleg hévizes eredetű roncsbarlang. Esőzéskor erős csepegés észlelhető, egyébként száraz. A barlang bejárásához nem szükséges felszerelés. 1970-ben a Szpeleológia Barlangkutató Csoport vizsgálta. Előző kutatói ismeretlenek. Irodalomban nem szerepel. A jelentés mellékletébe bekerültek az 1969-ben készült térképek.
Az 1974-ben megjelent Pilis útikalauz című könyvben, a Pilis hegység és a Visegrádi-hegység barlangjainak jegyzékében (19–20. old.) meg van említve, hogy a Pilis hegység és a Visegrádi-hegység barlangjai között vannak az Oszoly barlangjai. A Pilis hegység barlangjait leíró rész szerint a Csobánka felett emelkedő Oszoly sziklái között másféltucat kis barlang van. Ezeket a Szpeleológia Barlangkutató Csoport térképezte fel és kutatta át rendszeresen. E kis barlangok többsége nem nagyon látványos, de meg kell említeni őket, mert a turisták, különösen a sziklamászók által rendszeresen felkeresett Oszoly sziklafalaiban, valamint azok közelében némelyikük kitűnő bivakolási lehetőséget nyújt. A Denevéres-barlang alatt kb. 6 m-re van egy 5 m hosszú átjáróbarlang.
Az 1975. évi MKBT Beszámolóban publikálva lett az 1970. évi jelentés barlangra vonatkozó része a jelentés mellékletében lévő térképekkel együtt. A kiadványban van egy helyszínrajz, amelyen a Csúcs-hegy és az Oszoly barlangjainak földrajzi elhelyezkedése látható. A rajzon megfigyelhető a Rózsalugas-átjáró földrajzi elhelyezkedése. A Bertalan Károly által írt és 1976-ban befejezett kéziratban az olvasható, hogy a Pilis hegységben lévő Kevély-csoportban, Pomázon helyezkedik el a Rózsalugas átjáró. Az Oszoly Óra-falától É-ra lévő második nagy sziklacsoport É-i tövében, a Denevéres-barlang alatt kb. 6 m-re található a barlang. Az egyetlen alacsony repedésből álló alacsony átjáró 5 m hosszú és 3 m magas. A kézirat barlangot ismertető része egy kézirat alapján lett írva.

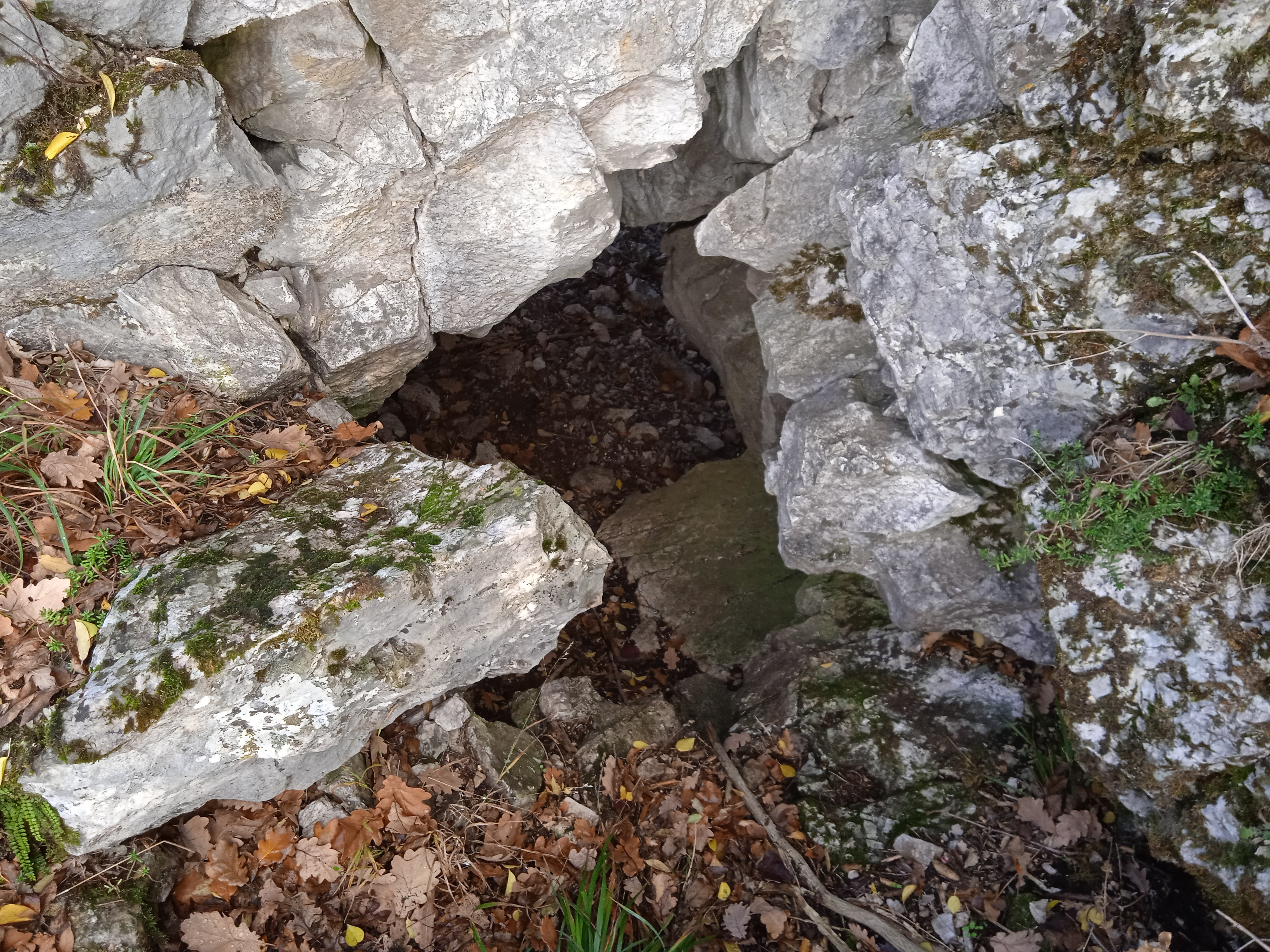
A Rózsalugas-átjáró felső bejárata

Az 1981. évi Karszt és Barlang 1–2. félévi számában nyilvánosságra lett hozva, hogy a Rózsa-átjárónak 4820/26. a barlangkataszteri száma. Az 1984-ben napvilágot látott Magyarország barlangjai című könyv országos barlanglistájában szerepel a Pilis hegység barlangjai között a barlang Rózsa-átjáró néven Rózsalugas-átjáró névváltozattal. A listához kapcsolódóan látható a Dunazug-hegység barlangjainak földrajzi elhelyezkedését bemutató 1:500 000-es méretarányú térképen a barlang földrajzi elhelyezkedése. 1990-ben készült alaprajz térkép keresztmetszettel és hosszmetszet térkép, amelyek a barlangot ábrázolják. A Kárpát József által írt 1991-es összeállításban meg van említve, hogy a Rózsalugas-átjáró (Csobánka) 5 m hosszú és 2 m mély. Az 1991-ben megjelent útikalauzban meg van ismételve az 1974-es útikalauzban lévő barlangismertetés és az Oszoly barlangjainak általános ismertetése.
Az 1996. évi barlangnapi túrakalauzban meg van ismételve az 1991-ben kiadott útikalauzban található leírás, amely az Oszoly barlangjait általánosan ismerteti. A kiadványban meg van említve, hogy a Csontos-barlangtól 10 m-re található a Denevéres-barlang és egy 5 m hosszú átjáróbarlang. 1997. május 23-án Kárpát József 1990-es oszolyi áttekintő térképe alapján Kraus Sándor rajzolt helyszínrajzot, amelyen az oszolyi sziklabordák üregeinek földrajzi elhelyezkedése van ábrázolva. A rajzon megfigyelhető a Rózsalugas névvel jelölt barlang földrajzi helyzete. Kraus Sándor 1997. évi beszámolójában az olvasható, hogy 1997 előtt is ismert volt a Rózsalugas-átjáró, amelynek volt már térképe 1997 előtt. A jelentésbe bekerült az 1997-es helyszínrajz. A 2005-ben megjelent Magyar hegyisport és turista enciklopédia című könyvben meg van említve, hogy az Oszoly erdejében elszórtan sziklatömbök és kis barlangnyílások váltogatják egymást.